# Филиповичи (Гомельская область)
Филиповичи (бел. Філіпавічы) — деревня в Новосёлковском сельсовете Петриковского района Гомельской области Беларуси.
На юге и севере граничит с лесом.

## География

### Расположение
В 49 км на север от Петрикова, 38 км от железнодорожной станции Муляровка (на линии Лунинец — Калинковичи), 200 км от Гомеля.

## Транспортная сеть
Транспортные связи по просёлочной, затем автомобильной дороге Комаровичи — Копаткевичи. Планировка состоит из почти прямолинейной улицы близкой к широтной ориентации, на север от которой расположена короткая прямолинейная улица, соединённая с основной переулком. Застройка деревянная усадебного типа.

## История
По письменным источникам известна с XVI века как селение в Минском воеводстве Великого княжества Литовского. В 1568 году село, 5 служб, в Мозырской волости. После 2-го раздела Речи Посполитой (1793 год) в составе Российской империи. В 1816 году владение помещика Л. Е. Богуша. Обозначена на карте 1866 года, которая использовалась Западной мелиоративной экспедицией, работавшей в этих местах в 1890-е годы. Согласно переписи 1897 года действовали часовня, хлебозапасный магазин. В 1908 году в Комаровичской волости Мозырского уезда Минской губернии. В 1917 году деревня и фольварк.
В 1931 году организован колхоз «Коминтерн», работали лесозавод (с 1908 года), шерсточесальня. 64 жителя погибли на фронтах Великой Отечественной войны. Согласно переписи 1959 года в составе совхоза «Новосёлки» (центр — деревня Новосёлки). Работали восьмилетняя школа, библиотека, школа-сад.

## Население

### Численность
- 2004 год — 59 хозяйств, 121 житель.

### Динамика
- 1816 год — 18 дворов 98 жителей.
- 1897 год — 51 двор, 327 жителей (согласно переписи).
- 1908 год — 82 двора, 433 жителя.
- 1917 год — в деревне — 491 жителей, в фольварке — 102 жителя.
- 1925 год — в деревне и двух фольварках 99 дворов.
- 1959 год — 492 жителя (согласно переписи).
- 2004 год — 59 хозяйств, 121 житель.